# 会理市
会理市（かいり-し、四川彝語: ꑌꄷꏃ または ꉼꆹꏃ）は中華人民共和国四川省涼山イ族自治州西南部に位置する県級市。

## 行政区画
- 街道:城北街道、城南街道、古城街道
- 鎮:鹿廠鎮、黎渓鎮、通安鎮、太平鎮、益門鎮、緑水鎮、新発鎮、雲甸鎮、関河鎮、彰冠鎮、木古鎮、六華鎮、小黒箐鎮
- 郷:内東郷、樹堡郷、槽元郷
- 民族郷:新安タイ族郷

## 交通

### 道路
国道
- G108国道

## 健康・医療・衛生
- 会理市人民医院